# ITF Liepāja
Das ITF Liepāja ist ein Tennisturnier der ITF Women’s World Tennis Tour, das in Liepāja ausgetragen wird.

## Geschichte
Offizielle Namen der Turniere bis heute:
- 2020–: Liepāja Open

## Siegerliste

### Einzel
| Jahr | Kategorie | Belag             | Siegerin          | Finalgegnerin   | Ergebnis      |
| ---- | --------- | ----------------- | ----------------- | --------------- | ------------- |
| 2020 | W15       | Hartplatz (Halle) | Elza Tomase       | Quirine Lemoine | 0:6, 6:3, 6:1 |
| 2021 | W25       | Sand              | Daniela Vismane   | Malene Helgø    | 6:4, 6:4      |
| 2022 | W60       | Sand              | Emma Navarro      | Yuan Yue        | 6:4, 6:4      |
| 2023 | W60       | Sand              | Darja Semeņistaja | Jessie Aney     | 6:4, 6:4      |

### Doppel
| Jahr | Kategorie | Belag             | Siegerinnen                              | Finalgegnerinnen                           | Ergebnis          |
| ---- | --------- | ----------------- | ---------------------------------------- | ------------------------------------------ | ----------------- |
| 2020 | W15       | Hartplatz (Halle) | Kazjaryna Paulenka Jekaterina Schalimowa | Weronika Falkowska Martyna Kubka           | 4:6, 6:3, [12:10] |
| 2021 | W25       | Sand              | Oqgul Omonmurodova Walentina Iwachnenko  | Valentini Grammatikopoulou Schalimar Talbi | 6:3, 3:6, [13:11] |
| 2022 | W60       | Sand              | Dalila Jakupović Ivana Jorović           | Emily Appleton Prarthana Thombare          | 6:4, 6:3          |
| 2023 | W60       | Sand              | Darja Semeņistaja Daniela Vismane        | Çağla Büyükakçay Lina Gjorcheska           | 6:4, 2:6, [10:3]  |

## Quelle
- ITF Homepage